# Jaber Al-Ahmad Al-Sabah
Jaber Al-Ahmad Al-Sabah (ou Jaber III, em árabe: الشيخ جابر الأحمد الجابر الصباح‎; 29 de junho de 1926 - 15 de janeiro de 2006) foi o terceiro Emir (monarca) do Kuwait e comandante-em-chefe das forças armadas do país. Membro da Dinastia Sabah, ele serviu como líder de sua nação de 31 de dezembro de 1977 até sua morte em 15 de janeiro de 2006, devido a uma hemorragia cerebral. Ele foi o terceiro monarca do seu país desde a independência do Kuwait do Reino Unido (em 1961). Jaber havia servido também como ministro das finanças de 1962 a 1965, e logo depois foi apontado primeiro-ministro do país, se mantendo no cargo até assumir o trono.
Foi durante o reinado de Jaber que o Kuwait foi invadido pelo Iraque de Saddam Hussein, que levou a posterior Guerra do Golfo, meses depois, que, após curtos porém violentos (e sangrentos) combates, conseguiram expulsar os invasores e restabelecer a monarquia kuwaitina. A Coalizão Ocidental que ajudou Jaber era encabeçada pela ONU e era composta por tropas dos Estados Unidos, Arábia Saudita, Reino Unido e França, junto com várias outras nações árabes e ocidentais.
Por sua participação no conflito, ele se tornou popular entre seu povo. Teve várias esposas e muitos filhos. Foi decretado um luto de 40 dias após sua morte, em 2006.